# استان اوئامانگا
استان اوئامانگا (به اسپانیایی: Provincia de Huamanga) یک استان در پرو است که در منطقه آیاکوچو واقع شده‌است. استان اوئامانگا ۲٬۹۸۱٫۳۷ کیلومتر مربع مساحت و ۲۸۲٬۱۹۴ نفر جمعیت دارد.